# Palliduphantes alutacius
Palliduphantes alutacius är en spindelart som först beskrevs av Simon 1884.  Palliduphantes alutacius ingår i släktet Palliduphantes och familjen täckvävarspindlar. Inga underarter finns listade i Catalogue of Life.